# 日本農学会
一般社団法人日本農学会（にほんのうがっかい、英: Association of Japanese Agriculture Scientific Societies. AJASS）は、広義の総合的な意味での農学系学協会の連合体である。狭義の農学（農業生物学）のみならず農業土木、林学、獣医学、農業経済学、環境学、バイオテクノロジーなど基礎科学から応用技術まで広く農学関連の学会や協会が構成員として加盟している。事務局は東京大学農学部内に置く。

## 概要
農学に関する専門学協会の連合協力により、農学およびその技術の進歩や発達に貢献し、総合・統一された農学の発展を図る連合体として設立された。1929年（昭和4年）11月13日に設立総会を催し、翌1930年に13分野の専門学会の研究発表会として最初の日本農学大会を開催して活動を開始した。16団体で発足し、2022年2月現在は54の団体が会員となっている。
1942年（昭和17年）から日本農学賞を授与している。また、読売農学賞の推薦・選考も担っており、両賞の授与式は毎年4月5日開催の日本農学大会で日本農学賞授与式ならびに読売農学賞授与式としておこなわれる。なお、日本農学賞の歴代受賞者および業績論文名は、同賞の前身である「農学賞」もあわせて公式ウェブサイトに掲載されている。
| 年                 | 出来事                                                     |
| ------------------ | ---------------------------------------------------------- |
| 1887年（明治20年） | 前身の「農学会」が設立（のちに財団法人農学会）             |
| 1929年（昭和4年）  | 農学会の別組織（専門学会の連合体）として「日本農学会」設立 |
| 1930年（昭和5年）  | 第1回日本農学大会を開催                                    |
| 1952年（昭和27年） | 財団法人農学会が日本農学会を退会                           |
| 2017年（平成29年） | 「一般社団法人日本農学会」へ移行                           |

## 日本農学会に加盟する学術団体
公式ウェブサイト掲載の「加盟学協会一覧」に拠る。
- 日本育種学会
- 園芸学会
- 日本応用糖質科学会
- 日本応用動物昆虫学会
- 日本海水学会
- 日本家禽学会
- 日本国際地域開発学会
- 日本砂丘学会
- 日本作物学会
- 日本雑草学会
- 日本蚕糸学会
- システム農学会
- 実践総合農学会
- 日本芝草学会
- 日本獣医学会
- 樹木医学会
- 植物化学調節学会
- 日本植物病理学会
- 森林計画学会
- 森林立地学会
- 日本森林学会
- 日本水産学会
- 日本水産工学会
- 生態工学会
- 日本生物環境工学会
- 日本草地学会
- 日本造園学会
- 地域農林経済学会
- 日本畜産学会
- 日本動物遺伝育種学会
- 日本土壌肥料学会
- 日本土壌微生物学会
- 日本熱帯農業学会
- 農業食料工学会
- 日本農業気象学会
- 日本農業経営学会
- 日本農業経済学会
- 日本農芸化学会
- 農業施設学会
- 日本農作業学会
- 農業情報学会
- 日本農薬学会
- 農業農村工学会
- 農村計画学会
- 日本繁殖生物学会
- 日本フードシステム学会
- 復興農学会
- 日本ペドロジー学会
- 日本木材学会
- 日本木材加工技術協会
- 日本木材保存協会
- 木質構造研究会
- 日本有機農業学会
- 林業経済学会

以上五十音順
（2022年2月時点 54学会）

## 刊行物
- 『日本農学賞受賞論文要旨』（1952年創刊）[10]
- 『日本農学会シンポジウム講演要旨』（1967年創刊）[11]